# 2002-es Radio Disney Music Awards
A 2002-es Radio Disney Music Awards díjkiosztót november 16-án tartották, a Radio Disney állomáson a kaliforniai Burbankben.

## Gyártás
Abban az időben a Radio Disney Music Awards még nem volt hivatalos díjátadó ünnepség. Egy különleges műsor volt a Radio Disney csatornán, amelyet 2002. november 16-án tartottak. A díjátadón 6 kategória szerepelt, és 4 héten keresztül lehetett szavazni a 3-3 jelöltre.

## Jelöltek és győztesek
Kategóriák és győztesek 2002-ben.
| - Avril Lavigne - Jessica Simpson - Britney Spears - Aaron Carter - Lil' Romeo - Bow Wow - Complicated – Avril Lavigne - Girlfriend – ’N Sync - Not Too Young, Not Too Old – Aaron Carter | - Let Go – Avril Lavigne - Irresistible – Jessica Simpson - Oh Aaron – Aaron Carter - Complicated – Avril Lavigne - Girlfriend – ’N Sync - Not Too Young, Not Too Old – Aaron Carter - Hilary Duff - Amanda Bynes - Melissa Joan Hart |

## Fordítás
- Ez a szócikk részben vagy egészben  a(z)   2002 Radio Disney Music Awards című angol Wikipédia-szócikk ezen változatának fordításán alapul.  Az eredeti cikk szerkesztőit annak laptörténete sorolja fel. Ez a jelzés csupán a megfogalmazás eredetét és a szerzői jogokat jelzi, nem szolgál a cikkben szereplő információk forrásmegjelöléseként.